# Idiocerus tremulae
Idiocerus tremulae är en insektsart som beskrevs av Estlund 1796. Idiocerus tremulae ingår i släktet Idiocerus och familjen dvärgstritar. Inga underarter finns listade i Catalogue of Life.